# Uaymil
Uaymil est un site archéologique maya, qui se situe sur une île dans le Nord de l’État de Campeche (Mexique). Cet ancien port mésoaméricain se situe à 25 km au nord-nord-est de l'île de Jaina.
Huit bâtiments (Structures 1 - 8) sont régulièrement distribués autour d’une place située légèrement à l’est du cœur du centre du site. C’est au centre de cette place qu’ont été trouvés les vestiges d’un autel.
Une stèle fut reportée par Edwin Shook et Tatiana Proskouriakoff quand ils visitèrent Uaymil en 1955. En fait, on n’y voit que les genoux d’un personnage, ainsi qu'un ou deux blocs où des glyphes très érodés peuvent encore être vus.
L’arrangement spatial consiste en une large place bordée par les structures principales  et des structures rectangulaires basses situées sur la côte de l’île.
Les recherches menées à Uaymil révélèrent les vestiges d’architecture maçonnée et de pierres en placage typique du style Puuc sur au moins deux bâtiments, les Structures 3 et 4. Il est à noter que ce type d’architecture est caractéristique d’Uxmal.
De plus, on a cartographié des bâtiments rectangulaires (Structures 2, 5, 6) avec au moins deux rangées de colonnes. Ce type particulier d’architecture est associé avec Isla Cerritos et Chichén Itzá. Les vestiges culturels et architecturaux trouvés à Uaymil rattachent le site  à Uxmal, tout autant qu’à Chichén Itzá.